# Siphocampylus ellipticus
Siphocampylus ellipticus är en klockväxtart som först beskrevs av Carl Ludwig von Willdenow och Schult., och fick sitt nu gällande namn av Wilhelm Vatke. Siphocampylus ellipticus ingår i släktet Siphocampylus och familjen klockväxter.
Artens utbredningsområde är Colombia. Inga underarter finns listade i Catalogue of Life.